# Loxopholis ioanna
Loxopholis ioanna — вид ящірок родини гімнофтальмових (Gymnophthalmidae). Ендемік Колумбії.

## Поширення і екологія
Loxopholis ioanna відомі з двох місцевостей, розташованих між Буенавентурою та річкою Каліма в департаментах Вальє-дель-Каука. Вони живуть у вологих рівнинних тропічних лісах, на висоті до 500 м над рівнем моря.